# Кропив'янка сіра

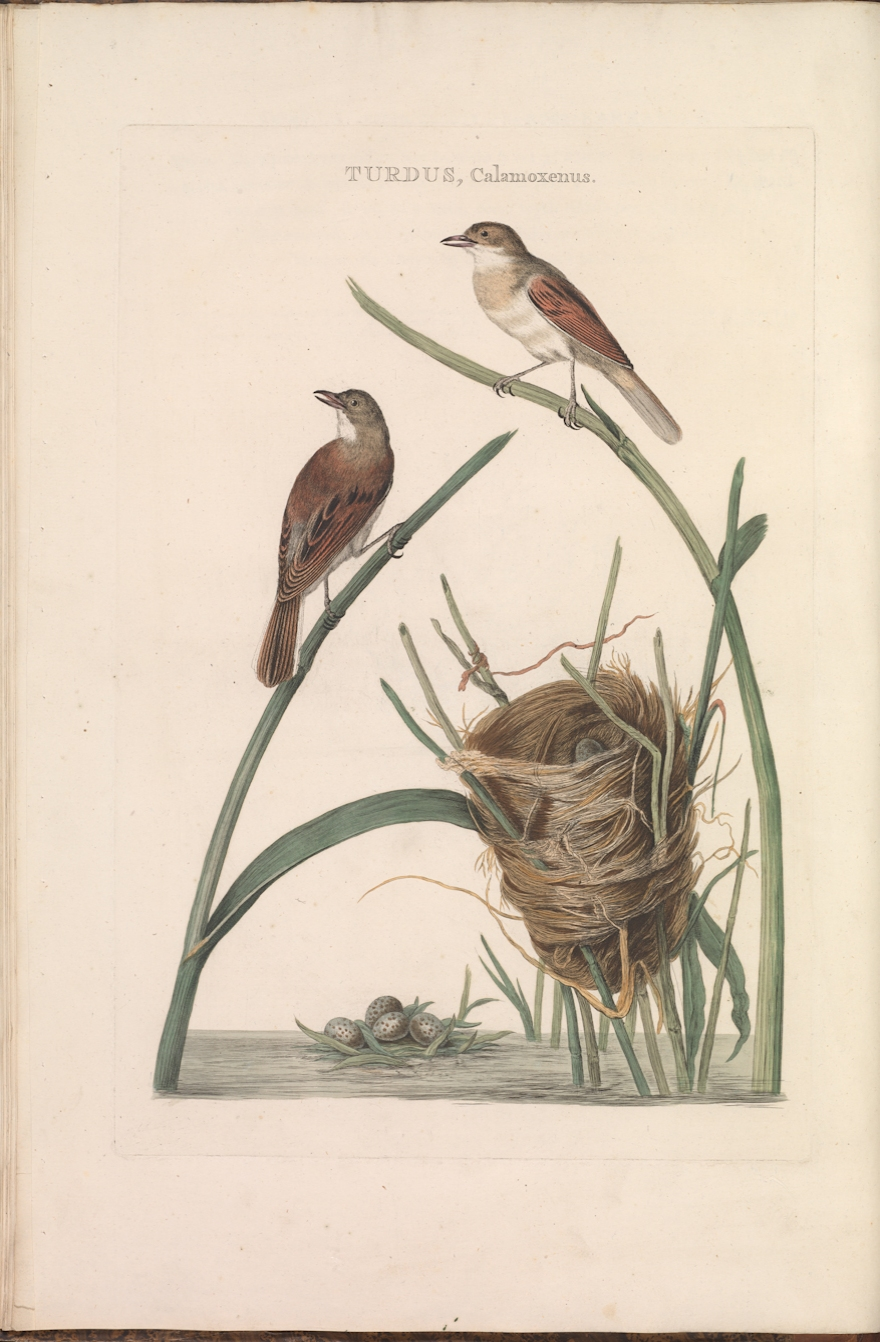
Кропив'янка сіра в Nederlandsche Vogelen (en: Dutch Birds), Vol. 2 (1789)

Кропи́в'янка сі́ра, сла́вка сі́ра (Curruca communis) — невеликий птах родини кропив'янкових. В Україні звичайний гніздовий, перелітний вид.

## Опис

### Зовнішній вигляд
Невеликий птах, розміром менший за горобця. Маса тіла 14-15 г, довжина тіла близько 14 см. У дорослого самця у шлюбному вбранні голова зверху і задня частина шиї сірі; покривні пера вух сірувато-бурі; горло біле; спина, плечі, поперек і надхвістя сірувато-бурі; темно-бурі покривні пера крил і другорядні махові пера з широкою рудою облямівкою: низ білуватий, воло, боки тулуба і груди з рожевим відтінком; махові пера бурі, зі світлою облямівкою; хвіст бурий, крайні стернові пера майже цілком білі; дзьоб бурий, біля основи світліший; ноги світло-руді; райдужна оболонка ока рудувато-бура; у позашлюбному оперенні спина з домішкою рудого кольору; рожевого відтінку на волі і грудях нема. Доросла самка подібна до позашлюбного самця. Молодий птах схожий на дорослу самку, але горло сірувато-біле; на крайніх стернових перах чисто-білий колір відсутній; ноги бурі; райдужна оболонка ока темно-коричнева.
Від прудкої кропив'янки відрізняється присутністю рудого кольору в забарвленні крил і світлими ногами.

### Голос
Пісня — тріскотливе щебетання, поклик — хрипке «вед — вед — вед».

## Поширення
Гніздовий ареал охоплює Європу, Малу Азію, Західний Сибір, Північно-Західну Африку, а також Ізраїль.
В Україні поширена на всій території.
Перелітний птах, зимує в Африці на південь від Сахари.

## Підвиди
Виділяють 4 підвиди:
- Curruca communis communis: Західна Європа, від Скандинавії до Північної Африки; зимує в північній Африці.
- Curruca communis volgensis: від Східної Європи до Західного Сибіру.
- Curruca communis icterops: Західний Сибір, Іран, Мала Азія; зимують в східній Африці.
- Curruca communis rubicola: північно-східний Китай, Монголія і Казахстан; зимують в південній Африці.

## Чисельність
Досить численний вид, чисельність в Європі оцінена в 14—25 млн пар, в Україні — 1,46—1,9 млн пар. На початку ХХІ ст. спостерігалося слабке збільшення розміру популяції; проте за останніми даними чисельність скорочується.

## Місця існування
У гніздовий період тримається відкритих, добре прогрітих сонцем місць, що зарослі кущами, окремими деревами. Найбільш типовими гніздовими біотопами є зарості кущів на лісових узліссях, серед луків, низинних боліт, по берегах водойм, а також серед вирубок із підростом дерев, молоді лісопосадки. Часто зустрічається поруч з людиною: у лісозахисних смугах вздовж доріг, на міських пустощах, городах, у садах і світлих парках.

## Гніздування

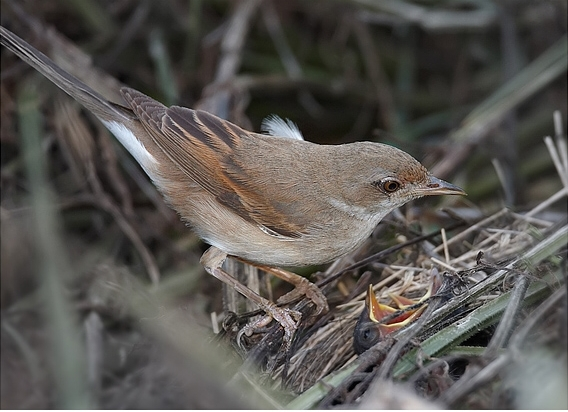
Самка біля гнізда з пташенятами

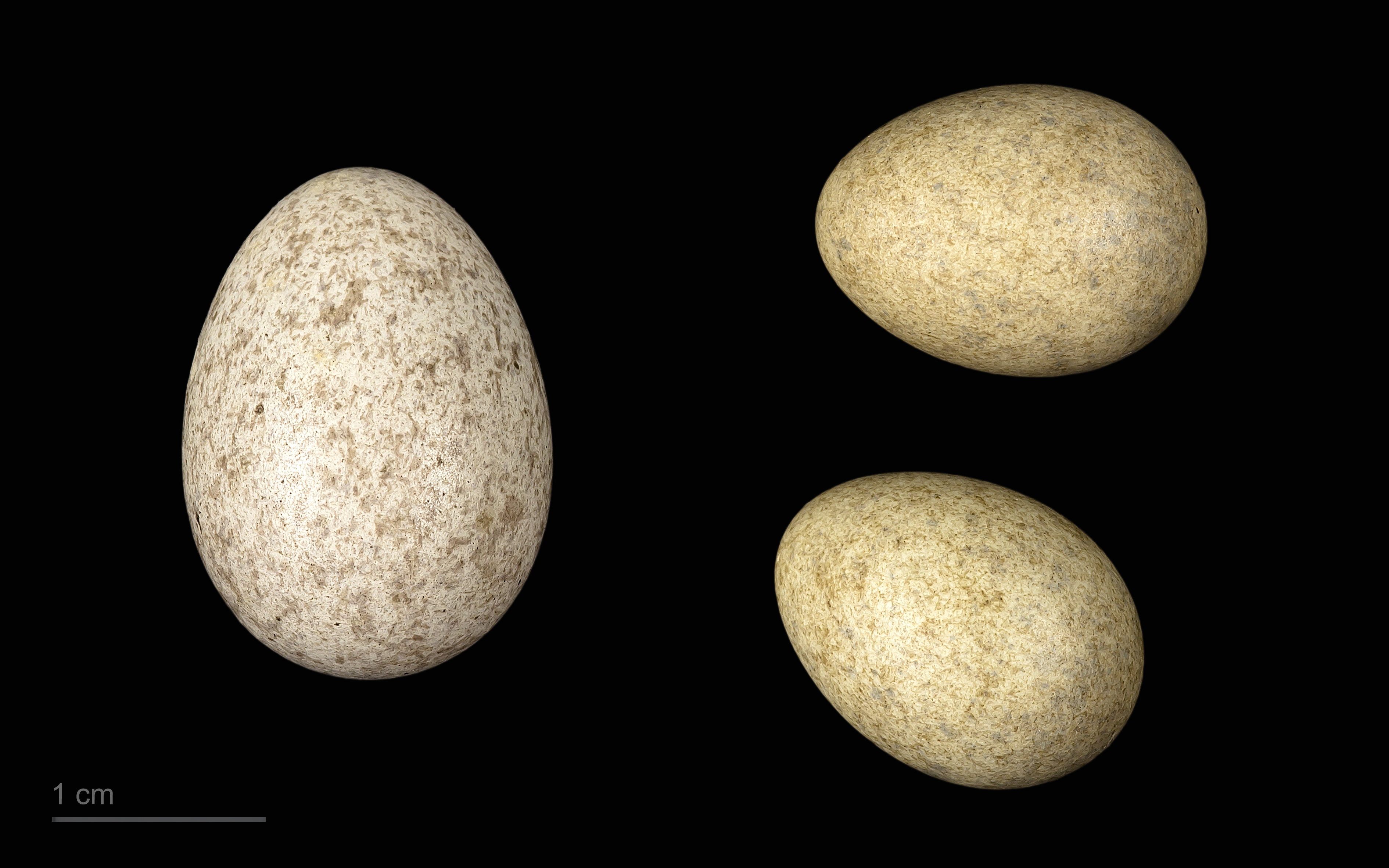
яйце Cuculus canorus canorus + Sylvia communis - Тулузький музей

Гніздиться окремими парами, які інколи розміщені одна від одної доволі близько, на відстані 60-80 м. Гнізда зазвичай розміщує у заростях кропиви, іван-чаю, полину та інших високостеблових трав, серед молодої деревної порослі, в низькорослих кущах. Гніздо закріплює на стеблах трав'янистих рослин, у розвилці гілок молодих дерев і кущів, зрідка — у кущах хмизу. Висота розміщення гнізда 0,1-1 м, рідко вище. Іноді воно може бути розміщене прямо на землі.
Гніздо пухке, тонкостінне, з більш глибоким, ніж у інших кропив'янок, лотком. Будівельний матеріал одноманітний: стебла і листя дикорослих злаків, рідше корінці. Ззовні і по верхньому краю у гніздо вплітаються павутиння, кокони, рослинний пух. Лоток вистилається більш тонкими травинками, нерідко волоссям. Висота гнізда становить 4,5-8,0 (в середньому 7,0), діаметр гнізда — 8,0-11,0 (10,3), діаметр лотка — 4,5-6,8 (6,0), глибина лотка 4,0-5,5 (5,1) см.
Повна кладка зазвичай складається з 4-6 яєць, у виключних випадках — з 3. Колір основного фону шкаралупи варіює від жовтувато-білого до світло-вохристого або зеленуватого. Поверхнева плямистість буває двох типів — у вигляді дрібних оливкових, оливково-бурих і темно-сірих заокруглених плям або у вигляді більш крупних бурих і сірувато-бурих розмитих плям. Глибока плямистість сірого кольору різноманітних відтінків. Середні розміри яєць 18,38×14,06 мм.
Відкладання яєць відбувається у третій декаді травня — у першій декаді червня, у окремих пар — до другої декади червня. Протягом року один виводок. Насиджують протягом 12-13 діб обидва партнери.

## Живлення
Сіра кропив'янка живиться переважно комахами, яких ловить на траві, листях, гілках дерев; інколи споживає ягоди.

## Охорона
Перебуває під охороною Бернської конвенції.